# Churerdeutsch
Unter Churerdeutsch wird der Dialekt der Stadt Chur (Schweiz) verstanden. Es handelt sich dabei um einen Ostschweizer Dialekt. Chur war bis Mitte des 15. Jahrhunderts romanischsprachig und wurde dann nach und nach germanisiert. Die Sprachwissenschaftler gehen davon aus, dass das romanische Substrat das alemannische Superstrat mitbeeinflusst hat, dies vor allem in der Aussprache und Intonation. Der Churerdialekt als relativ junger Dialekt weist aber auch standardsprachliche Züge auf.

## Typische Merkmale
Germanisches k- im Anlaut wird im Churerdialekt als aspiriertes kh- (wie in der Standardsprache) realisiert, so etwa in Khuchi für 'Küche'. Im Inlaut hörte man bis vor etwa 20 Jahren noch deutlich Formen wie mahha für 'machen'.  Germ. -nk- erscheint im Churerdialekt als  tengga für 'denken'. – Damit grenzt sich Chur von den meisten schweizerdeutschen Dialekten ab, die in den genannten Beispielen lautverschobene Formen wie Chuchi, mache, dänkche realisieren würden.
Im Nebensilben-Vokalismus erscheinen im Churerdeutschen vielfach a-haltige Endungen, wobei das a je nach Emphase und Sprecher/Sprecherin mehr oder weniger ausgeprägt sein kann.
Beispiele: suacha für 'suchen'; hemmar für 'haben wir'. Ebenso kann das zweite Diphthongelement a-haltig sein: viar für 'vier'; Diar gibi khai Piar! für 'Dir gebe ich kein Bier, prüafa' für 'prüfen.
Der finale standardsprachliche Diphthong -ei [-ai] erscheint im älteren Churerdeutschen als -ei und nicht als -ai: Polizei, Metzgerei, drei, Blei.

## Verben
Die Sonderstellung des Churerdialektes zeigt sich aber auch in den Verbformen. In Chur waren bis vor einiger Zeit zweisilbige Verben üblich für die in der Schweiz sonst eher verbreiteteren einsilbigen Formen, also zücha für zie (ziehen), schlaaga für schloo (schlagen) etc. Auffallend sind auch die meist hellen a-Färbungen im Wortinnern gegenüber den sonst häufig verdumpften (geschlossenen) As sowie die Endung der Infinitivformen auf -a anstelle des in den übrigen Schweizer Dialekten üblichen -ä oder Schwa.

### Beispiele
Auszug aus dem Wörterverzeichnis von Oscar Eckhardt mit einigen heute kaum mehr verwendeten Ausdrücken:
räägga  – weinen
rätscha  – verpetzen
Rätschbääsa, dr  – Petzer, Petzerin
Riissplei, ds – Bleistift ("Reißblei", der erste Bestandteil entspricht engl. to write "schreiben")
Ritscha, d – eine Reihe, z. B. eine Reihe Bohnen
rooba  – zügeln, umziehen
Roobi, d  – das Umziehen; die Ware (Lehnwort aus dem Rätoromanischen: la roba = die Sache, das Ding)

## Churerdeutsch als Leitmundart
Wie Oscar Eckhardt in seiner Studie "Alemannisch im Churer Rheintal" nachweisen konnte, ist in den letzten 70 Jahren im Churer Rheintal ein neuer Regionaldialekt entstanden, der zwar vom Churerdeutschen mitgeprägt wurde, sich aber vom Churerdeutschen von 1950 stark unterscheidet. Der neue Dialekt (von Eckhardt als "Churerrheintalisch" bezeichnet) zeigt viele Züge des alten Churerdeutschen, die als besonders typisch geltenden Bündnerromanischen Sprachrelikte sind aber verschwunden. Walserische Einflüsse haben sich vermindert. Standardsprachliche Entlehnungen sind, phonetisch angepasst, in den neuen regionalen Dialekt aufgenommen worden.

## Bibliographie
- Oscar Eckhardt: Die Mundart der Stadt Chur. Hrsg. vom Phonogrammarchiv der Universität Zürich. Text (Dissertation) und Tonkassette. Zürich 1991.
- Oscar Eckhardt: Tschent – Churerdeutsch. Desertina, Chur 2007 (enthält auch eine Audio-CD).
- Oscar Eckhardt: Alemannisch im Churer Rheintal. Von der lokalen Variante zum Regionaldialekt (= Zeitschrift für Dialektologie und Linguistik. Beiheft 162). Steiner, Stuttgart 2016.
- Oscar Eckhardt: Alemannisch im Churer Rheintal. Von der lokalen Variante zum Regionaldialekt. In: Schweizerisches Idiotikon / Schweizerdeutsches Wörterbuch. Jahresbericht 2017, S. 21–32 (Kurzfassung des Vorigen).